# Клінтон Феррейра
Клінтон Феррейра (англ. Clinton Ferreira; нар. 5 липня 1968) — колишній південноафриканський тенісист.
Найвищу одиночну позицію світового рейтингу — 529 місце досяг 6 червня 1994, парну — 131 місце — 28 серпня 1995 року.

## Титули на челленджерах

### Парний розряд: (3)
| Ранг | Рік  | Турнір            | Покриття | Партнер            | Суперники                     | Рахунок       |
| ---- | ---- | ----------------- | -------- | ------------------ | ----------------------------- | ------------- |
| 1.   | 1995 | Ostend, Німеччина | Ґрунт    | Александар Кітінов | Емануел Коуту Томаш Анзарі    | 3–6, 7–6, 6–3 |
| 2.   | 1995 | Женева, Швейцарія | Ґрунт    | Габор Кевеш        | Стефан Мане Патрік Мор        | 6–4, 6–2      |
| 3.   | 1997 | Реюньйон, Франція | Тверде   | Ян Сімерінк        | Алекс Калатрава Жером Гольмар | 6–2, 6–3      |